# Trafic d'hommes
Pour les articles homonymes, voir Stand Up and Fight.

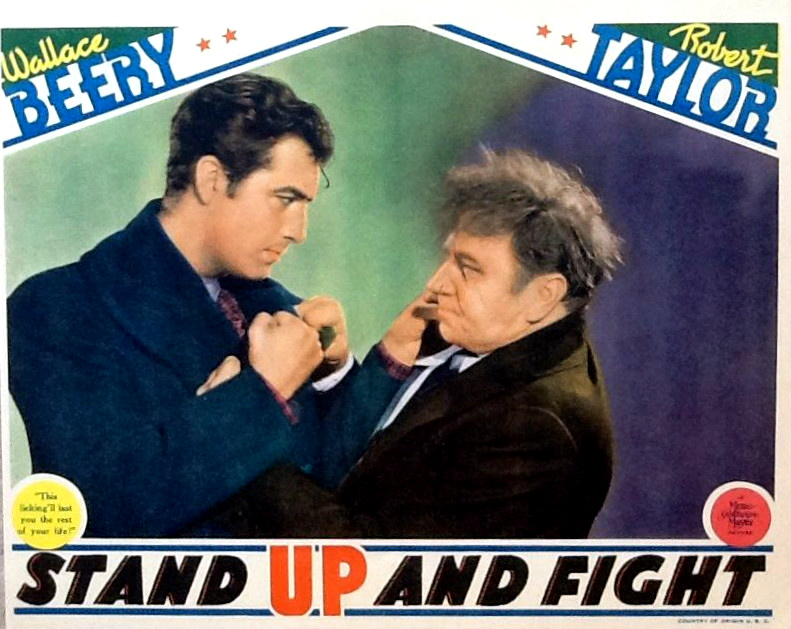
Carte promotionnelle du film.

Trafic d'hommes (Stand Up and Fight) est un film américain réalisé par W. S. Van Dyke, sorti en 1939.
Il a été rarement projeté à la télévision, à cause de sa description des noirs en tant qu'esclaves.

## Synopsis
Dans les années 1850, Blake Cantrell, aristocrate du Maryland, annonce sa faillite imminente. Afin de payer ses dettes, Il est contraint de vendre ses esclaves, s'attirant ainsi la désapprobation de son invitée, Susan Griffith, originaire du Nord. Lorsque Blake tente de la séduire, elle le dénonce et part pour le Cumberland Gap avec sa tante Amanda, propriétaire de la Bullet Stage Line. À Cumberland, Susan rencontre le capitaine Starkey, un vieil ami d'Amanda et directeur de la Bullet Line. Pour maintenir la rentabilité de la compagnie, Starkey loue des diligences à Arnold, qui prétend transporter des esclaves fugitifs vers la liberté.

## Fiche technique
- Titre original : Stand Up and Fight
- Réalisation : W. S. Van Dyke
- Scénario : James M. Cain, Jane Murfin, Harvey Fergusson, Laurence Stallings
- Producteur : Mervyn LeRoy
- Photographie : Leonard Smith
- Montage : Frank Sullivan
- Genre : Drame[2], Western[3]
- Musique : William Axt
- Distributeur : Metro-Goldwyn-Mayer
- Durée : 97 minutes
- Date de sortie : 6 janvier 1939

## Distribution
- Wallace Beery : Starkey
- Robert Taylor : Blake Cantrell
- Florence Rice : Susan Griffith
- Helen Broderick : Mandy Griffith
- Charles Bickford : M. Arnold (Morgan)
- Barton MacLane : M. Crowder
- Charley Grapewin : "Old Puff"
- John Qualen : Davy
- Robert Gleckler : Sheriff Barney
- Jonathan Hale : Colonel Webb
- Clinton Rosemond : Enoch